# Helge Peters

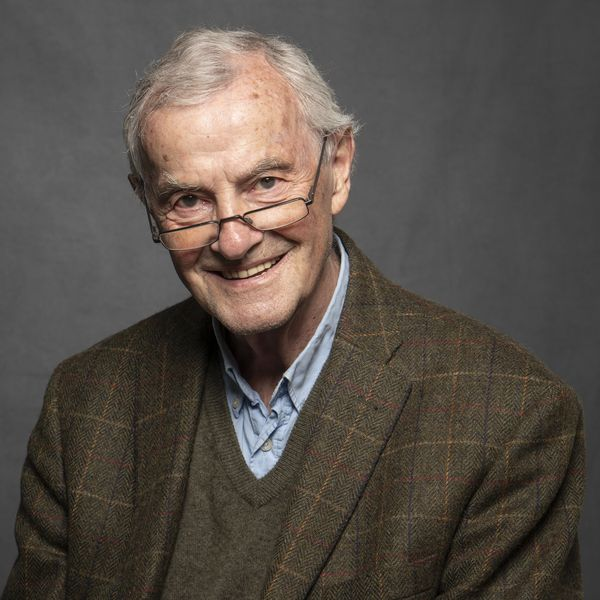
Helge Peters (2022)

Helge Peters (* 28. November 1937 in Lübeck) ist ein deutscher Soziologe und Kriminologe.
Peters studierte Soziologie, Wirtschaftswissenschaften und öffentliches Recht an den Universitäten Hamburg, Kiel und Münster. Er arbeitete an der Sozialforschungsstelle an der Universität Münster in Dortmund, promovierte 1968 und habilitierte sich 1971. Von 1972 bis 1975 war er Professor für Soziologie an der Johann Wolfgang Goethe-Universität Frankfurt am Main, 1975 bis 1993 dann Professor für Theorien abweichenden Verhaltens am Fachbereich Pädagogik der Universität Oldenburg. Seit 1993 Professor für Soziologie am Fachbereich Sozialwissenschaften, Institut für Soziologie, der Carl von Ossietzky Universität Oldenburg. Er wurde 2003 emeritiert.
Seine Arbeitsbereiche sind: Soziale Probleme und soziale Kontrolle. Peters zählt zur Gründungsgeneration der Kritischen Kriminologie in Deutschland und gilt neben Fritz Sack und Peter-Alexis Albrecht als ein weiterer profilierter Vertreter des Etikettierungsansatzes.

## Schriften (Auswahl)
- Moderne Fürsorge und ihre Legitimation. Eine soziologische Analyse der Sozialarbeit, Köln und Opladen: Westdeutscher Verlag, 1968.
- Mit Helga Cremer-Schäfer: Die sanften Kontrolleure. Wie Sozialarbeiter mit Devianten umgehen, Stuttgart: Enke, 1975, ISBN 3-432-87751-X.
- Devianz und soziale Kontrolle. Eine Einführung in die Soziologie abweichenden Verhaltens. 1989. 3. vollst. überarb. Auflage, Weinheim; München: Juventa-Verlag, 2009, ISBN 978-3-7799-1486-0.
- Soziale Probleme und soziale Kontrolle, Wiesbaden: Westdeutscher Verlag, 2002, ISBN 3-531-13668-2.
- Herausgeber mit Michael Dellwing: Langweiliges Verbrechen. Warum KriminologInnen den Umgang mit Kriminalität interessanter finden als Kriminalität, Wiesbaden: VS-Verlag, 2011, ISBN 978-3-531-17515-7.
- Eine konstruktivistische Soziologie sozialer Probleme, Weinheim/Basel: Beltz/Juventa, 2022, ISBN 978-3-7799-6881-8 Print; ISBN 978-3-7799-6882-5 E-Book (PDF).